# Pseudoleptochelia antarctica
Pseudoleptochelia antarctica is een naaldkreeftjessoort uit de familie van de Leptocheliidae. De wetenschappelijke naam van de soort is voor het eerst geldig gepubliceerd in 1953 door Lang.